# محمد سعيد الجنيدي
محمد سعيد حسين الجنيدي المومني (1930 - 13 مارس 2023) روائي وصحفي وشاعر أردني من مواليد قرية عبلين بمحافظة عجلون. أنهى الثانوية في إربد 1949، ثم عمل لمدة عام في شركة النفط العراقية-البريطانية وانتقل بعدها لوزارة الخارجية، ومنها إلى وزارة التربية والتعليم التي عمل فيها في وظائف مختلفة، ثم انتقل للعمل في دائرة الثقافة والفنون. تقاعد مبكرًا ودخل الصحافة. عُدَّ رائداً في كتابة القصة القصيرة في الأردن. ولم تَحُل اهتماماته الأدبية دون اشتغاله في الصحافة، فنشر مقالاته وتحقيقاته في صحف «الرأي» و«الدستور» و«شيحان» في الأردن، ومجلتَي «الأسبوع العربي» و«الحوادث». له «همسات الخريف» في الشعر ومجموعاته قصصية عديدة وروايات. يقيم في لندن.

## سيرته
ولد محمّد سعيد حسين الجنيدي المومني سنة 1930 في قرية عبِلِّين في عجلون. أنهى الثانوية في مدرسة إربد الثانوية 1949، ثم عمل قرابة سنة لدى شركة نفط العراق، وانتقل بعدها إلى وزارة الخارجية، ومنها إلى وزارة التربية والتعليم التي عمل فيها في وظائف مختلفة حتى عيّن ملحقاً ثقافياً في مدينة بون الألمانية، ثم انتقل للعمل في دائرة الثقافة والفنون.
انتقل في سنة 1966 إلى لبنان ليعمل محرراً رئيسياً في مجلة «الأسبوع العربي»، ثم انتقل إلى مجلة «الحوادث» اللبنانية التي أصبحت تصدر من لندن، ثم انتقل إلى «العرب» اللندنية، ورأسَ التحرير في مجلة اقتصادية كان تصدر في لندن أيضاً، ثم أنشأ مجلة «الآن» السياسية في لندن حيث يقيم.
حصل على بعثة خاصة من اليونسكو لكونه «أصغر كاتب في الشرق الأوسط» حينها، بهدف تحقيق التواصل الثقافي بين أدباء المنطقة مع نظرائهم الأوروبيين، واستغرقت مدة البعثة تسعة أشهر بدأت باستوكهولم في السويد مروراً بلندن وانتهاءً بروما. ثمّ حصل على بعثة مماثلة من الحكومة الفنلندية لمدة سنتين لغايات دراسة الشؤون الثقافية في فنلندا، فأقام في هلسنكي، وزار القطبَ الشمالي مستكشِفاً وبحّاثةً عربياً، وكتب العديد من التحقيقات الصحفية حول الطبيعة الغريبة في تلك المنطقة، وطباع شعب الأسكيمو المقيم هناك.

## مؤلفاته
مجموعات شعرية
- همسات الخريف، المكتبة الوطنية، عمّان، 1952

مجموعات قصصية
- مرة في العمر، مكتبة الصفدي، عمّان، 1955
- الله والشيطان
- الدحنون، مكتبة الأندلس، القدس، 1959
- الدوار الثاني، دار الشروق، عمّان
- لمن يموت الصغار، دار الشروق، عمّان،

روايات
- شمس الغروب، دار الروّاد، عمّان
- وسمراء، عمّان
- الأشقياء، مكتبة الأندلس، القدس، 1953
- مذكرات تلميذة مراهقة، 1954
- الدوار الثاني، دار الشروق، 1956
- الغابة القرمزية، المكتب التجاري، 1967

أخرى
- فهم الموسيقى، مكتبة المطبعة التعاونية، عمّان، 1959
- القلق في الثقافة، دار عويدات، بيروت، 2003

## وفاته
توفي في المملكة المتحدة يوم الإثنين 13 مارس 2023 عن عمر ناهز 93 عامًا.

## وصلات خارجية
- في موقع أرشيف المجلات